# الانتخابات البرلمانية العراقية (1930)
أُجريت الانتخابات البرلمانية في العراق في 20 أكتوبر 1930 لاختيار أعضاء مجلس النواب العراقي. وكانت هذه الانتخابات الثالثة منذ تأسيس البرلمان.
تمكن نوري السعيد، الذي عُيّن رئيسًا للوزراء في 23 مارس 1930، من حشد أنصاره لتحقيق فوز بـ70 مقعدًا، متجاوزًا الأغلبية المطلوبة بـ25 مقعدًا، وزيادة عدد المقاعد التي حصل عليها في انتخابات 1928 بأربعة مقاعد. في المقابل، تراجع حزب الشعب، وهو الحزب المعارض، بخسارته 9 مقاعد، مما جعله أقلية ضعيفة في المجلس. كما حصل السياسيون المستقلون على خمسة مقاعد.

## الخلفية

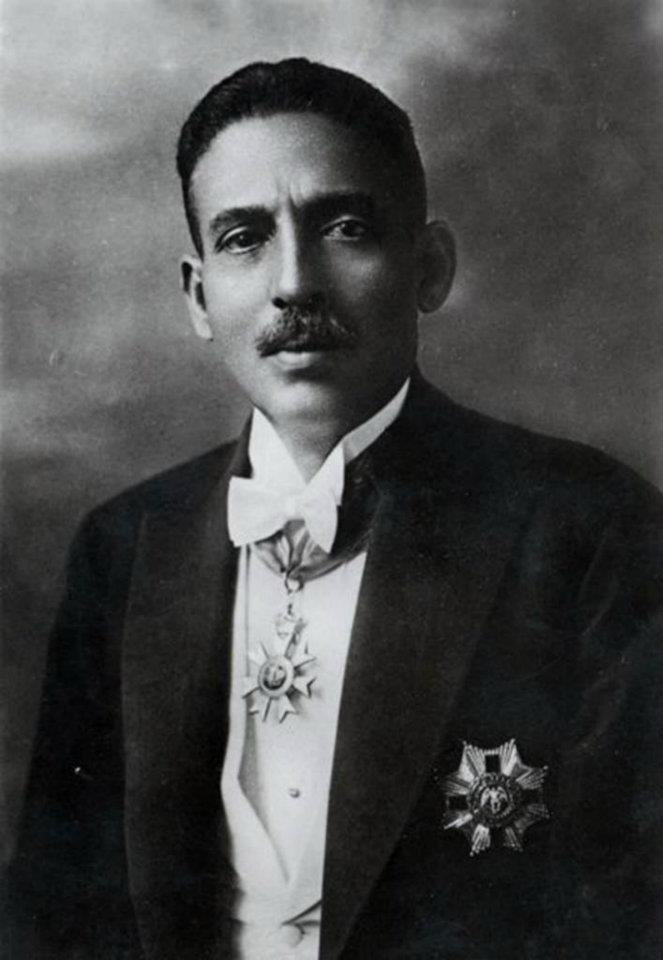
عبد المحسن السعدون، زعيم حزب التقدم

خلال الولاية الثانية لعبد المحسن السعدون كرئيس للوزراء، بعد انتخابات 1925، أسس حزب التقدم لدعم الحكومة وضمان الأغلبية في البرلمان. سعى الملك فيصل الأول إلى إقصاء السعدون بسبب محاولاته تقليص سلطات الملك، ونجح السعدون في إقناع أغلبية المجلس بانتخاب رئيس مجلس نواب مختلف عن المرشح الحكومي، مما أدى إلى استقالته. كما كان الملك قلقًا من علاقات السعدون القوية مع الحكومة البريطانية وثقة المندوب السامي البريطاني في العراق به، لذلك قام بتوجيه كل من نوري السعيد وجعفر العسكري للانضمام إلى حزبه بغرض تقويضه من الداخل.
بعد استقالة ناجي السويدي من منصبه كرئيس للوزراء في 1930، عيّن فيصل الأول نوري السعيد بديلًا له، حيث دعى الأخير لإجراء انتخابات مبكرة.

## التدخلات الحكومية
انتقدت المعارضة تعيين الحكومة لهيئات تفتيش بريطانية لمراقبة الانتخابات، معتبرة أن الحكومة لا تنافس على الأغلبية بل تصنعها بشكل مصطنع.

## النتائج
| الحزب          | الحزب           | المقاعد | +/–  |
| -------------- | --------------- | ------- | ---- |
|                | التحالف الحكومي | 70      | +4   |
|                | حزب الشعب       | 13      | –9   |
|                | المستقلون       | 5       | +5   |
| المجموع        | المجموع         | 88      | 100% |
|                |                 |         |      |
| المصدر: الحسني |                 |         |      |